# إيرني جونز
إيرني جونز (بالإنجليزية: Ernie Jones)‏ (9 ديسمبر 1919 المملكة المتحدة - 1 مايو 2011) هو لاعب كرة قدم ويلزي سابق كان يلعب كمهاجم.